# Vincent Price (singel)
Vincent Price – singel promujący album „Now What?!” brytyjskiej grupy Deep Purple. Utwór „Vincent Price” przypomina postać słynnego amerykańskiego aktora kina grozy. Jest ostatnim, 11. z kolei utworem na płycie długogrającej. Na singlu, oprócz tytułowej piosenki, znajduje się utwór „First Sign of Madness” powstały podczas sesji nagraniowej „Now What?!” ale nie załączony finalnie do płyty. Wyjątkowo „First Sign of Madness” zamieszczono jako bonus edycji niemieckiej albumu.

## Wersje singla

### 7"
| Strona singla | Tytuł utworu          |
| ------------- | --------------------- |
| A             | Vincent Price         |
| B             | First Sign Of Madness |

### Singel CD (LTD Digipak)
| 1. | "Vincent Price"                                                                         | 4:46  |
|    |                                                                                         |       |
| 2. | "First Sign Of Madness"                                                                 | 4:27  |
|    |                                                                                         |       |
| 3. | "The Well Dressed Guitar" (from the now deleted RAPTURE OF THE DEEP limited edition CD) | 2:51  |
|    |                                                                                         |       |
| 4. | "Wrong Man" (live) (from the now deleted RAPTURE OF THE DEEP limited edition CD)        | 4:29  |
|    |                                                                                         |       |
| 5. | "Vincent Price" (video)                                                                 | 4:49  |
|    |                                                                                         |       |
|    |                                                                                         | 21:22 |
|    |                                                                                         |       |

### Digital Download[1]
| 1. | "Vincent Price" (Video Mix)                               | 4:47  |
|    |                                                           |       |
| 2. | "First Sign Of Madness"                                   | 4:27  |
|    |                                                           |       |
| 3. | "The Well-Dressed Guitar"                                 | 2:51  |
|    |                                                           |       |
| 4. | "Wrong Man" (Live At The Hard Rock Cafe, London, UK/2005) | 4:29  |
|    |                                                           |       |
|    |                                                           | 16:34 |
|    |                                                           |       |

## Wykonawcy
- Ian Gillan – śpiew
- Ian Paice – instrumenty perkusyjne
- Roger Glover – gitara basowa
- Steve Morse – gitara
- Don Airey – instrumenty klawiszowe

## Teledysk
To pierwszy po ponad 20 latach wideoklip grupy Deep Purple. Został opublikowany w serwisie YouTube 17 maja 2013. Obraz nakręcono w Berlinie. Wyreżyserował go Jörn Heitmann, znany z realizacji teledysków grupy Rammstein.